# Ignacio Martín-Baró

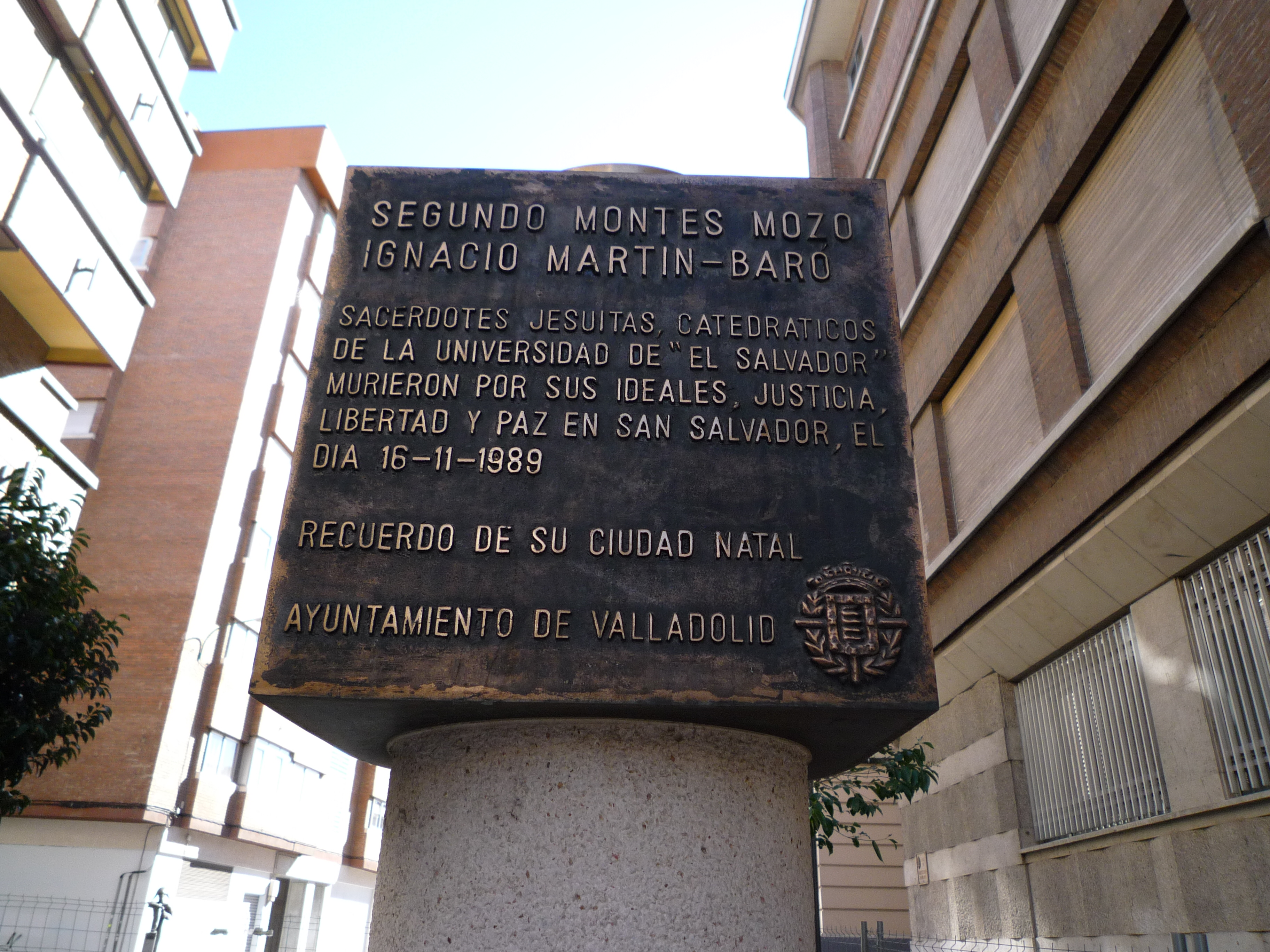
Escultura homenaje a los dos jesuitas vallisoletanos Segundo Montes e Ignacio Martín-Baró, asesinados en El Salvador en la calle Simón Aranda de su ciudad natal.

Ignacio Martín-Baró S.J. (Valladolid, 7 de noviembre de 1942 - San Salvador, 16 de noviembre de 1989) fue un psicólogo, filósofo y sacerdote jesuita español que dedicó la mayor parte de su vida a la investigación de la difícil realidad social y política de El Salvador, donde impartió clases en la Universidad Centroamericana "José Simeón Cañas" (UCA), de la cual fue responsable del departamento de Psicología y Educación y vicerrector, fundó un prestigioso Instituto de Opinión Pública, el IUDOP.
Luchó por los Derechos Humanos, la igualdad y la justicia social en El Salvador. Criticó el impacto negativo de la política estadounidense para su país. Fue muy influyente en un amplio rango de académicos, y activistas en los Estados Unidos. Fue seguidor de la Teología de la Liberación, padre de la Psicología social de la liberación y principal referente de la Psicología Social Latinoamericana, especialmente en Psicología comunitaria y Psicología política. Fue una de las víctimas del asesinato de jesuitas en San Salvador de 1989.
Su obra tiene en la actualidad una influencia notable entre investigadores, ideólogos y académicos de distintas posiciones alrededor del mundo. Martín-Baró publicó 11 libros y una larga lista de artículos culturales y científicos, en varias revistas norte y latinoamericanas.

## Esbozo biográfico
Martín-Baró ingresó al noviciado de la Compañía de Jesús en Orduña-España, el 28 de septiembre de 1959. Pasado un corto tiempo, fue transferido al noviciado de Villagarcía y entonces fue enviado a América Central, donde completó su segundo año en el noviciado de la Compañía de Jesús. A finales de septiembre de 1961, sus superiores lo enviaron a la Universidad Católica en Quito para que realice estudios clásicos en humanidades. Después de eso, viajó a Bogotá, donde estudió Filosofía en la Pontificia Universidad Javeriana, gestionada por los Jesuitas. En 1964 recibió su grado de bachiller en Filosofía y al año siguiente, su licenciatura en Filosofía y Literatura. En 1966 retornó a El Salvador, donde trabajó como profesor y Coordinador Académico en el Externado San José hasta 1967, cuando empezó a enseñar en la Universidad Centroamericana "José Simeón Cañas" (UCA). Volvió a viajar en 1967 para estudiar teología en Fráncfort y Lovaina. Más adelante, volvió a San Salvador y continuó sus estudios. En 1970 obtuvo su grado de bachiller en Teología en Eegenhoven-Bélgica. Una vez que completó sus estudios en Teología, inició sus estudios de Psicología en la UCA, donde además fue profesor. En 1975 completó su licenciatura en psicología. Fue representante estudiantil entre 1972 y 1975, además fue miembro del Consejo Universitario. Entre los años 1971 y 1974 fue Jefe del Comité editorial de la revista Estudios Centroamericanos (ECA). En 1971 y 1972 enseñó psicología en la Academia Nacional de Enfermería en Santa Ana-El Salvador.
En 1977 obtuvo su grado de maestría en ciencias sociales en la Universidad de Chicago y dos años después, en 1979, su Ph.D. en Psicología social y organizacional en la misma casa de estudios. En su tesis de maestría, escribió acerca de las actitudes y conflictos sociales en El Salvador. En su disertación doctoral, escribió sobre la densidad poblacional de las clases sociales bajas en El Salvador. Cuando completó sus estudios, volvió a San Salvador y retornó a su trabajo en la UCA, donde era profesor de psicología. Antes, en 1981, había sido vicerrector académico y miembro de la Junta de Directores. En 1989, el vicerrectorado fue dividido en dos y Martín-Baró fue nombrado Director de estudios de posgrado e investigación. En 1982 fue nombrado Jefe del Departamento de Psicología. En 1986 fundó y dirigió el Instituto Universitario de Opinión pública (IUDOP). También fue miembro del Comité Editorial de UCA Editores y Estudios Centroamericanos (Eca), la Revista Salvadoreña de Psicología y el Magazín costarricense Polémica. Fue profesor visitante en la Universidad Central de Venezuela, la Universidad del Zulia en Maracaibo-Venezuela, la Universidad de Puerto Rico, la Pontificia Universidad Javeriana de Bogotá-Colombia, la Universidad Complutense en Madrid-España y la Universidad de Costa Rica en San José-Costa Rica. Martín-Baró fue miembro de la Asociación Psicológica Americana (American Psychological Association, APA) y de la Asociación Psicológica Salvadoreña. También fue vicepresidente de la división mesoamericana de la Sociedad Interamericana de Psicología (SIP). En la SIP recibe el "Premio Interamericano de Psicología" póstumo en 1991 y aparece entre los entrevistados para el video documental "Psicología Interamericana" dirigido por Marcelo Urra, que conmemora los 50 años de esta Sociedad.
Murió asesinado, por un pelotón del batallón Atlácatl de la Fuerza Armada de El Salvador, bajo las órdenes del coronel René Emilio Ponce, el 16 de noviembre de 1989, junto a otros sacerdotes; Ignacio Ellacuría, Segundo Montes, Juan Ramón Moreno, Amando López, y Joaquín López y López. Además fue asesinada una mujer (Elba Ramos ) y su hija menor de edad (Celina) que trabajaban en la residencia donde habitaban los sacerdotes. El crimen es conocido como el de los mártires de la UCA.
El 11 de septiembre de 2020 la Audiencia Nacional española condenó al entonces coronel y viceministro de Seguridad Pública del Ejército de El Salvador Inocente Orlando Montano Morales por su asesinato y el de los otros cuatro jesuitas españoles. Montano no pudo ser juzgado por el asesinato del jesuita salvadoreño Joaquín López y López, por Elba Ramos y su hija Celina porque no había sido extraditado por Estados Unidos para ser juzgado por estos hechos.

## La Psicología Social de Ignacio Martín-Baró

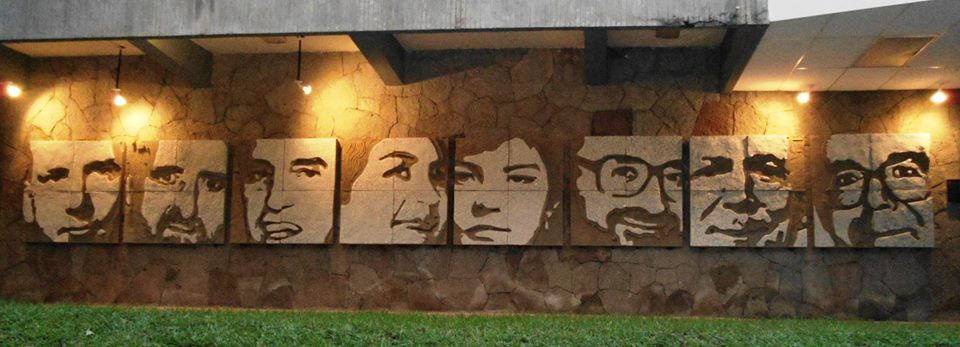
Mural de los mártires de la UCA

Martín-Baró propuso y defendió la tesis de que la psicología debería establecer una estrecha relación con las condiciones sociales e históricas del territorio donde se desarrolla y, asimismo, con las aspiraciones de las personas que en él residen. Creía que los estudiantes de psicología deberían aprender a analizar el comportamiento humano en los contextos específicos en los cuales se desarrollaban y no en escenarios artificiales.
En sus escritos y discursos rechazó la cómoda y falsa idea de que la psicología es imparcial. En lugar de esto él concibió una Psicología Crítica y comprometida con diferentes proyectos de sociedades alternativas que se venían gestando en Latinoamérica desde hace muchos años atrás.
Para él, la salud mental de los individuos puede estar influida por reacciones anormales a situaciones normales, asimismo pueden ocurrir reacciones normales frente a condiciones anormales. Para Martín-Baró, el inicio de la solución a los problemas de salud mental de los individuos en las sociedades caracterizadas por la opresión, donde la 'anormalidad normal' prevalece, está en la transformación de la sociedad para trascender sus condiciones históricas relativas y superar la opresión. Los psicólogos no pueden ignorar la influencia que tienen los contextos difíciles sobre la salud mental.
Martín-Baró tuvo una reconocida habilidad para integrar diversas teorías y cuestionar las creencias tradicionales. Estuvo convencido de la potencial "desideologización" de la psicología social y consecuentemente cuestionó los modelos de la psicología tradicional, asimismo consideró que esos modelos eran inadecuados para confrontar las situaciones generadas directamente por la violencia estructural en El Salvador. Tuvo una mente ágil, fue capaz de relacionar conceptos aparentemente contradictorios. Su trabajo ha inspirado el desarrollo de la Psicología social de la liberación en América Latina y de la Psicología comunitaria alrededor del mundo.
El año 1986, en un esfuerzo por impulsar la psicología social y contribuir a 'des-ideologizar' la realidad en el El Salvador, un país políticamente polarizado, emprendió con entusiasmo la fundación del Instituto Universitario de Opinión pública (IUDOP), e inició un innovador trabajo de análisis de la opinión pública salvadoreña sobre los importantes procesos y problemas sociopolíticos que ocurrían en su país. En 1988, este proyecto fue extendido a toda América Central mediante el Programa Centroamericano de Opinión pública, establecido por él y algunos colegas norteamericanos.
Las implicaciones políticas del compromiso de Martín-Baró con sus ideas encontraron una fuerte oposición en las fuerzas políticas conservadoras en El Salvador. Esta oposición derivó en su asesinato por el ejército salvadoreño en el año 1989 en su residencia en la UCA junto a otros cuatro religiosos jesuitas y dos empleadas (entre ellos estaban Ignacio Ellacuría y Segundo Montes). Su asesinato marcó un punto crucial en la guerra civil salvadoreña. Por un lado se produjo un incremento de la presión internacional sobre el Gobierno para firmar un acuerdo de paz con los guerrilleros (FMLN). Por otro lado, impulsó que la obra de Martín-Baró sea conocida alrededor del mundo ya que hasta ese momento sólo era reconocida en el mundo hispanohablante y en algunos sectores reducidos de los Estados Unidos.
En uno de sus últimos escritos, Martín-Baró describió cómo su asesinato podría ser dirigido por los medios de comunicación para controlar la opinión pública en El Salvador.